# NGC 5902
NGC 5902 је спирална галаксија у сазвежђу Волар која се налази на NGC листи објеката дубоког неба.
Деклинација објекта је + 50° 19' 49" а ректасцензија 15h 14m 22,3s. Привидна величина (магнитуда) објекта NGC 5902 износи 13,2 а фотографска магнитуда 14,0. NGC 5902 је још познат и под ознакама MCG 8-28-11, CGCG 274-35, PGC 54394.